# Tiro nos Jogos Olímpicos de Verão de 2012 - Tiro rápido 25 m masculino
A prova do tiro rápido 25 metros masculino do tiro nos Jogos Olímpicos de Verão de 2012 foi disputada entre os dias 2 e 3 de agosto no Royal Artillery Barracks, em Londres.
18 atletas de 13 nações participam do evento. A competição consistiu de duas rodadas (uma de qualificação, e uma final). Na qualificação, cada atirador efetuou 60 disparos usando uma pistola a uma distância fixa de 25 metros do alvo. Cada tiro vale de 1 a 10 pontos. Os 60 alvos foram divididos em 12 séries de 5 cada. Quatro séries deveriam ser completadas em 8 segundos, outras 4 em 6 segundos e as outras 4 séries em apenas 4 segundos cada .
Os 6 melhores atiradores desta fase avançam à final. Nesta fase, as atiradores efetuam mais 40 disparos, divididos em oito séries de 5 tiros cada, com 4 segundos para completar cada série. Após a quarta série, o pior atirador de cada série é eliminado. Na última série, restam dois atiradores que competem pelo ouro.
O medalhista de ouro foi Leuris Pupo, de Cuba, a medalha de prata foi para o indiano Vijay Kumar e o bronze para Ding Feng, da China.

## Medalhistas
| Ouro   | CUB Leuris Pupo |
| Prata  | IND Vijay Kumar |
| Bronze | CHN Ding Feng   |

## Resultados

### Qualificação
| Pos. | Atleta                    | 8  | 6   | 4  | ST1 | 8  | 6  | 4   | ST2 | Total | Notas |
| ---- | ------------------------- | -- | --- | -- | --- | -- | -- | --- | --- | ----- | ----- |
| 1    | RUS Alexei Klimov         | 98 | 100 | 96 | 294 | 99 | 99 | 100 | 298 | 592   | Q,    |
| 2    | CHN Ding Feng             | 98 | 98  | 97 | 293 | 99 | 99 | 97  | 295 | 588   | Q     |
| 3    | CUB Leuris Pupo           | 99 | 98  | 96 | 293 | 99 | 98 | 96  | 293 | 586   | Q     |
| 4    | IND Vijay Kumar           | 99 | 96  | 98 | 293 | 98 | 97 | 97  | 292 | 585   | Q     |
| 5    | CHN Zhang Jian            | 98 | 98  | 97 | 293 | 99 | 97 | 91  | 291 | 584   | Q     |
| 6    | GER Christian Reitz       | 99 | 98  | 95 | 292 | 97 | 97 | 97  | 291 | 583   | Q     |
| 7    | CZE Martin Podhráský      | 96 | 98  | 99 | 293 | 99 | 95 | 96  | 290 | 583   |       |
| 8    | RUS Leonid Yekimov        | 96 | 98  | 95 | 289 | 99 | 97 | 97  | 293 | 582   |       |
| 9    | CZE Martin Strnad         | 98 | 97  | 92 | 287 | 97 | 99 | 97  | 293 | 580   |       |
| 10   | KOR Kim Dae-Yoong         | 98 | 98  | 94 | 290 | 97 | 95 | 97  | 289 | 579   |       |
| 11   | ESP Jorge Llames          | 99 | 95  | 94 | 288 | 96 | 99 | 96  | 291 | 579   |       |
| 12   | UKR Roman Bondaruk        | 98 | 94  | 92 | 284 | 99 | 99 | 97  | 295 | 579   |       |
| 13   | USA Emil Milev            | 98 | 98  | 96 | 292 | 98 | 94 | 94  | 286 | 578   |       |
| 14   | USA Keith Sanderson       | 98 | 96  | 94 | 288 | 99 | 97 | 94  | 290 | 578   |       |
| 15   | THA Jakkrit Panichpatikum | 99 | 99  | 93 | 291 | 97 | 97 | 93  | 287 | 578   |       |
| 16   | GER Ralf Schumann         | 96 | 97  | 94 | 287 | 97 | 98 | 95  | 290 | 577   |       |
| 17   | LAT Afanasijs Kuzmins     | 98 | 97  | 94 | 289 | 96 | 93 | 91  | 280 | 569   |       |
| 18   | AUS David Chapman         | 82 | 94  | 92 | 278 | 97 | 91 | 93  | 281 | 559   |       |

### Final
| Pos.              | Atleta              | 1 | 2 | 3 | 4 | 5 | 6 | 7 | 8 | Total | Notas |
| ----------------- | ------------------- | - | - | - | - | - | - | - | - | ----- | ----- |
| Medalha de ouro   | CUB Leuris Pupo     | 3 | 5 | 5 | 5 | 4 | 4 | 4 | 4 | 34    | =F,   |
| Medalha de prata  | IND Vijay Kumar     | 5 | 4 | 4 | 3 | 4 | 4 | 4 | 2 | 30    |       |
| Medalha de bronze | CHN Ding Feng       | 4 | 5 | 4 | 3 | 4 | 4 | 3 | X | 27    |       |
| 4                 | RUS Alexei Klimov   | 5 | 4 | 3 | 2 | 4 | 5 | X | X | 23    |       |
| 5                 | CHN Zhang Jian      | 3 | 5 | 4 | 2 | 3 | X | X | X | 17    |       |
| 6                 | GER Christian Reitz | 3 | 3 | 4 | 3 | X | X | X | X | 13    |       |

Legenda
| Recorde mundial      | Recorde mundial (World record)               |                       | Recorde africano                      | Recorde africano (African) |                                           | Q | Classificado por posição (Qualified) |
| Recorde olímpico     | Recorde olímpico (Olympic record)            | Recorde da América    | Recorde da América (Americas)         | q                          | Classificado por melhor tempo (Qualified) |   |                                      |
| Melhor marca do ano  | Melhor marca do ano (World leading)          | Recorde asiático      | Recorde asiático (Asian)              | DNS                        | Não largou (Did not start)                |   |                                      |
| Recorde nacional     | Recorde nacional (National record)           | Recorde europeu       | Recorde europeu (European)            | DNF                        | Não terminou (Did not finish)             |   |                                      |
| Recorde pessoal      | Recorde pessoal do atleta (Personal best)    | Recorde da Oceania    | Recorde da Oceania (Oceania)          | DSQ / DQ                   | Desclassificado (Disqualified)            |   |                                      |
| Recorde da temporada | Recorde da temporada do atleta (Season best) | Recorde sul-americano | Recorde sul-americano (South America) | NM                         | Sem marca (No mark)                       |   |                                      |